# Fiordalisi d'oro
Fiordalisi d'oro è un film del 1935 diretto da Giovacchino Forzano.
Tratto dal dramma teatrale omonimo di Forzano, girato a Tirrenia, in doppia versione italo-francese. Aiuto regista Giulio Scarnicci.

## Critica
Dino Falconi nelle pagine de Il Popolo d'Italia del 5 dicembre 1935 « Questa pellicola piena di teatrale drammaticità, echeggiante di belle frasi romanticamente sonore, corrusca di sciabole brandite e di lame di ghigliottina alzate e riabbassate, non mi sembra per altro il miglior saggio della fervorosa attività cinematografica di Forzano »